# Miguel Ángel García Pérez-Roldán
Corona, właśc. Miguel Ángel García Pérez-Roldán (ur. 12 lutego 1981 roku w Talavera de la Reina) – hiszpański piłkarz, który gra na pozycji ofensywnego pomocnika.

## Kariera klubowa
Corona jest wychowankiem Realu Madryt. W swojej młodzieżowej karierze reprezentował barwy  zarówno kadry C, jak i B, po czym w 2001 roku związał się z Realem Saragossa. Dla ekipy z Aragonii zagrał jednak tylko w 33 meczach w Primera División. W tym czasie był jeszcze wypożyczany do Polideportivo Ejido - na cały sezon oraz do Albacete Balompié - na sześć miesięcy.
Sezon 2006–2007 spędził natomiast na wypożyczeniu w klubie UD Almería. W 2007 roku zdecydował się na transfer definitywny do Almerii.
Corona pierwszego gola w La Liga zdobył główką 9 marca 2008 roku w przegranym 1:2 pojedynku z CA Osasuna.

### Statystyki klubowe
| Sezon   | Klub                 | Kraj      | Liga               | Mecze | Bramki | Puchar Kraju | Mecze | Bramki |
| ------- | -------------------- | --------- | ------------------ | ----- | ------ | ------------ | ----- | ------ |
| 1999/00 | Real Madryt Castilla | Hiszpania | Segunda División B | 10    | 3      | -            | -     | -      |
| 2000/01 | Real Madryt Castilla | Hiszpania | Segunda División B | 20    | 9      | -            | -     | -      |
| 2000/01 | Real Saragossa       | Hiszpania | Primera División   | 2     | 0      | -            | -     | -      |
| 2001/02 | Real Saragossa       | Hiszpania | Primera División   | 11    | 0      | Puchar Króla | 1     | 0      |
| 2002/03 | Real Saragossa       | Hiszpania | Segunda División   | 29    | 2      | Puchar Króla | 1     | 0      |
| 2003/04 | Real Saragossa       | Hiszpania | Primera División   | 17    | 0      | Puchar Króla | 3     | 0      |
| 2004/05 | Polideportivo Ejido  | Hiszpania | Segunda División   | 31    | 1      | Puchar Króla | 1     | 0      |
| 2005/06 | Real Saragossa       | Hiszpania | Primera División   | 3     | 0      | Puchar Króla | 1     | 0      |
| 2005/06 | Albacete Balompié    | Hiszpania | Segunda División   | 13    | 2      | -            | -     | -      |
| 2006/07 | UD Almería           | Hiszpania | Segunda División   | 40    | 7      | Puchar Króla | 1     | 0      |
| 2007/08 | UD Almería           | Hiszpania | Primera División   | 32    | 1      | Puchar Króla | 2     | 0      |
| 2008/09 | UD Almería           | Hiszpania | Primera División   | 30    | 1      | Puchar Króla | 1     | 1      |
| 2009/10 | UD Almería           | Hiszpania | Primera División   | 22    | 1      | Puchar Króla | 2     | 0      |
| 2010/11 | UD Almería           | Hiszpania | Primera División   | 30    | 2      | Puchar Króla | 7     | 1      |
| 2011/12 | UD Almería           | Hiszpania | Segunda División   | 41    | 3      | Puchar Króla | 4     | 0      |
| 2012/13 | UD Almería           | Hiszpania | Segunda División   | 37    | 4      | Puchar Króla | 1     | 0      |
| 2013/14 | UD Almería           | Hiszpania | Primera División   | 23    | 1      | Puchar Króla | 3     | 1      |
| 2014/15 | UD Almería           | Hiszpania | Primera División   | 31    | 0      | Puchar Króla | 2     | 0      |
| 2015/16 | Brisbane Roar        | Australia | A-League           | 27    | 2      | -            | -     | -      |
| 2016/17 | UD Almería           | Hiszpania | Segunda División   | 19    | 0      | Puchar Króla | 1     | 0      |

Stan na: 29 maja 2017 r.